# Hypo-Arena
Hypo-Arena je fotbalový stadion, nacházející se v rakouském městě Klagenfurt. Byl dostavěn v roce 2007 jako jeden z hostitelských stadionů Mistrovství Evropy ve fotbale 2008 a jako domácí stánek klubu SK Austria Kärnten. Pojme 32 000 sedících diváků.